# Lahai (Sampha)
Lahai è il secondo album in studio del musicista britannico Sampha, pubblicato nel 2023.

## Tracce
1. Stereo Colour Cloud (Shaman's Dream) – 2:57
2. Spirit 2.0 – 4:49
3. Dancing Circles – 3:53
4. Suspended – 3:05
5. Satellite Business – 1:24
6. Jonathan L. Seagull – 4:34
7. Inclination Compass (Tenderness) – 3:08
8. Only – 2:49
9. Time Piece – 0:20
10. Can't Go Back – 3:41
11. Evidence – 3:17
12. Wave Therapy – 0:32
13. What If You Hypnotise Me? (feat. Léa Sen) – 3:38
14. Rose Tint – 2:46

- Tracce Bonus Edizione Deluxe

1. Re-Entry – 5:13
2. Sensory Nectar – 4:04

## Formazione
- Sampha – voce, cori, piano, sintetizzatore, piano Rhodes, gong, programmazione
- Owen Pallett – arrangiamento archi
- Kwake Bass – batteria (tracce 1, 4, 10), voce parlata (1)
- Sheila Maurice Grey – voce parlata (1, 10), tromba (10, 11)
- Fame's Skopja Studio Orchestra – archi (2, 6, 10, 12, 13, 15)
- Yaeji – voce (2)
- El Guincho – basso (3, 14), programmazione (8, 11, 15), bongos (11)
- Ben Reed – basso (3, 7, 11); cori, chitarra acustica, basso a sei corde, vibrafono (6); chitarra elettrica (11)
- Fabiana Palladino – cori (6, 10, 15)
- Georgia Duncan – cori (6, 10, 15)
- Katie Duncan – cori (6, 10, 15)
- Laura Groves – cori, Rhodes, vibrafono (6)
- Mansur Brown – cori (6), chitarra elettrica (6)
- Teo Halm – basso, batteria (7)
- Ibeyi – voce (9), voce parlata (10)
- David Wrench – programmazione (10)
- Léa Sen – voce (13)
- Ricky Damian – 808 (13)
- Ben Walker – cori (14)
- Jonathan Geyevu – cori (14)
- Pauli the PSM – cori (14)
- Yussef Dayes – batteria (16)